# Wrath James White
Wrath James White (* 1970) ist ein amerikanischer Autor von Thrillern und Horrorliteratur sowie ehemaliger Kickboxer.

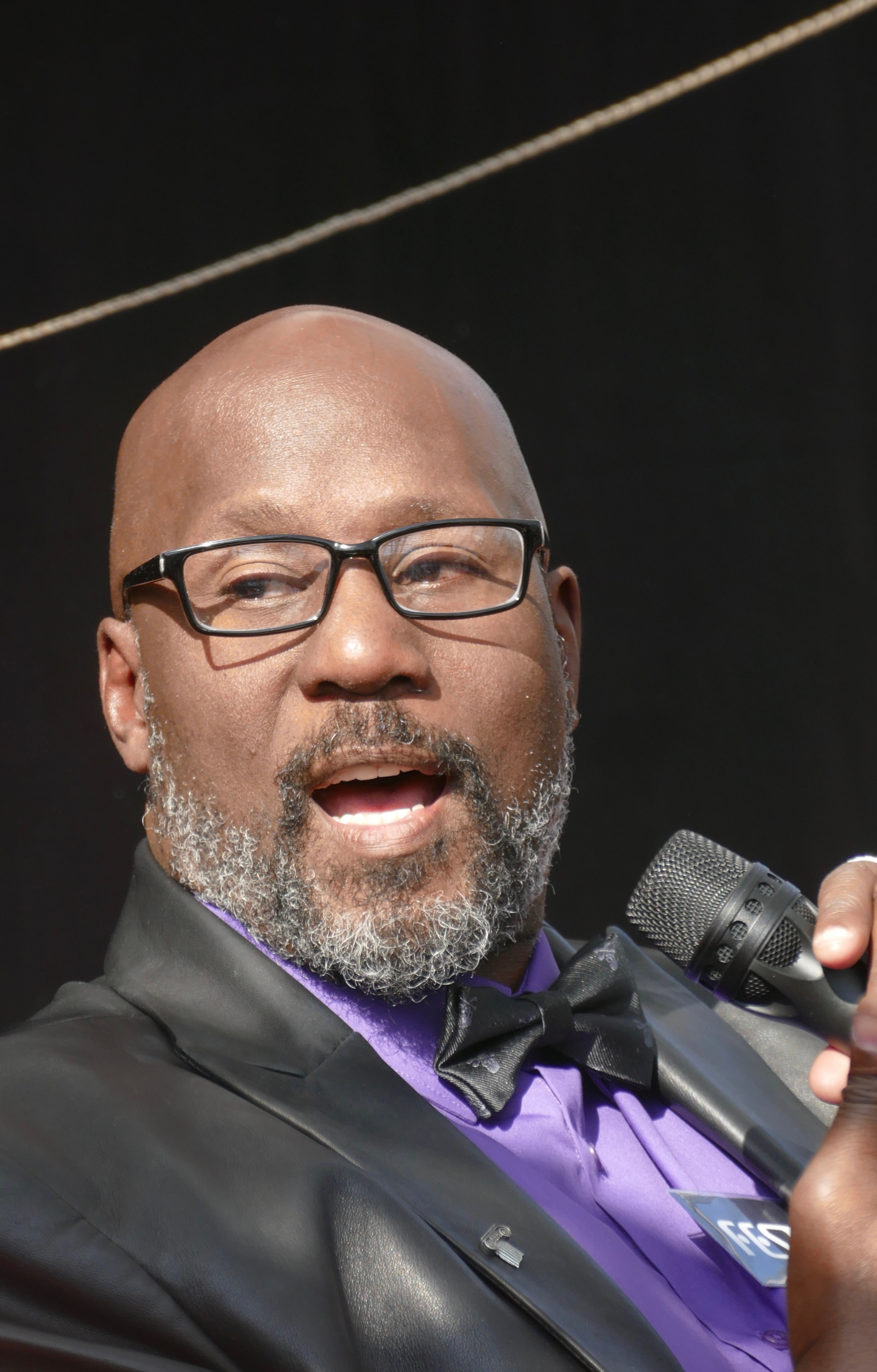
Wrath James White

## Leben
White wurde 1970 in Philadelphia geboren und wuchs dort in den Vierteln der schwarzen Bevölkerung auf. In seinem jugendlichen Alltag spielten Gewalt, Drogen und Tod eine große Rolle, was auch in sein späteres Werk als Schriftsteller einfloss. Er wurde zunächst Kickboxer in der World Class Heavyweight, dann Trainer verschiedenster Kampfsportarten.
Sein erstes Buch veröffentlichte er im Jahr 2002, seitdem hat er neun Romane, vier Novelle und diverse Kurzgeschichten geschrieben, die in drei Collections publiziert wurden.
White lebt mit seiner Frau und seinen drei Kindern in Austin, Texas.

## Bibliographie

### Auf Deutsch erschienen
- Der Teratologe (Originaltitel: Teratologist, 2003) zusammen mit Edward Lee (Festa Verlag, 2013) (ISBN nicht vorhanden, da Privatdruck, d. h. nur über die Verlagswebsite erhältlich)[1]
- Schänderblut (Originaltitel: Succulent Prey, 2005) (Festa Verlag, 2013) ISBN 978-3-86552-219-1
- Der Totenerwecker (Originaltitel: The Resurrectionist, 2009) (Festa Verlag, 2013) ISBN 978-3-86552-221-4
- Sein Schmerz (Originaltitel: His Pain, 2006) zusammen mit Nate Southard (Eine Nacht in der Hölle, Originaltitel: Just like Hell, 2011) (Festa Verlag, 2013) (Ohne ISBN) als Doppelnovelle[2]
- Population Zero (Originaltitel: Population Zero, 2009) (Festa Verlag, 2014) Ohne ISBN[3]
- Yaccubs Fluch (Originaltitel: Yaccub's Curse, 2009) (Festa Verlag, 2014) ISBN 978-3-86552-330-3
- Krank (Originaltitel: Hero, 2008) zusammen mit Jesus F. Gonzalez (Festa Verlag, 2015) Ohne ISBN[4]
- Auf die Toten (Originaltitel: To The Death, 2013) (Festa Verlag, 2016) Ohne ISBN
- Purer Hass (Originaltitel: Pure Hate, 2011) (Festa Verlag 2016) ISBN 978-3-86552-453-9
- 400 Tage der Erniedrigung (Originaltitel: 400 Days of Oppression, 2013) (Festa Verlag 2016) ISBN 978-3-86552-518-5
- Das Buch der 1000 Sünden (Originaltitel: The Book of a Thousand Sins, 2005) Kurzgeschichtensammlung (Festa Verlag 2017) Ohne ISBN
- Vergifteter Eros (Originaltitel: Poisoning Eros, 2002) zusammen mit Monica J. O’Rourke (Festa Verlag, 2017) Ohne ISBN
- Boys’ Night (Originaltitel: Boys’ Night, 2017) zusammen mit Matt Shaw (Festa Verlag, 2019) (ISBN nicht vorhanden, da Privatdruck, d. h. nur über die Verlagswebsite erhältlich)

### Nur auf Englisch erschienen
- Orgy of Souls, 2008 (Novelle, zusammen mit Maurice Broaddus)
- Sloppy Seconds, 2008
- Everyone Dies Famous In A Small Town, 2010
- Scabs, 2010 (Kurzgeschichtensammlung)
- Vicious Romantic, 2010 (Gedichtband)
- Sympathetic Magic, 2011 (Novelle)
- Sacrifice, 2011
- Like Porno for Psychos, 2011 (Kurzgeschichtensammlung)
- The Reaper, 2011
- Son of a Bitch, 2012
- Voracious, 2013
- The Killings, 2013 (zusammen mit Jesus F. Gonzalez)
- Prey Drive, 2013
- Cupid in Bondage, 2014
- Horrible Gods, 2014 (Kurzgeschichtensammlung)
- Skinzz, 2015
- Something Terrible, 2015 (zusammen mit Sultan Z. White)